# Die Antwort
Die Antwort war eine deutsche Popband.

## Geschichte
Bandgründer Bernd Begemann zog in den 1980er Jahren nach Hamburg, wo er 1985 Die Antwort als Soul-Pop-Trio gründete. Die Gruppe veröffentlichte 1987 ihr selbstbetiteltes Debütalbum sowie zwei Singles bei RCA Records. 1991 und 1992 folgten zwei weitere Alben bei WEA Records und Königshaus.
Gegenüber dem Deutschlandfunk erläuterte Begemann später, warum er sich für den Bandnamen entschied:

„Lieder, die ich mag, bringen Sachen auf den Punkt und die stellen unangenehme Fragen. Und da stellt sich der Sänger auch selbst unangenehme Fragen und beantwortet sie. Deshalb hieß meine erste Band „Die Antwort“. Weil dieses „ach warum ist das nur so schlimm in der Welt“, das kann man auch beantworten. Man muss nicht diese blöde Frage in den Raum stellen. Es gibt darauf Antworten. Wir sind Erwachsene, wir können darüber reden.“

## Diskografie

### Alben
- 1987: Die Antwort (RCA)
- 1991: #1 (WEA, Königshaus)
- 1992: Hier (WEA, Königshaus)
- 1998: Die Antwort (Laughing Horse)

### Singles und EPs
- 1987: Unten am Hafen (RCA Records)
- 1987: Die Antwort (RCA Records)